# John Butler (basket-ball)
Pour les articles homonymes, voir John Butler (homonymie) et Butler.
John Erik Butler Jr., né le 4 décembre 2002 à Greenville en Caroline du Sud, est un joueur américain de basket-ball. Il évolue aux postes d'ailier fort et pivot.

## Biographie

### Carrière universitaire
Entre 2021 et 2022, il joue pour les Seminoles à l'université d'État de Floride.

### Carrière professionnelle
En octobre 2022, il signe un contrat two-way en faveur des Trail Blazers de Portland. En juillet 2023, son contrat est renouvelé. Il est coupé en octobre 2023.
Quelques jours plus tard, il signe un contrat two-way avec les Wizards de Washington. IL est coupé en décembre 2023 sans avoir joué avec les Wizards.

## Statistiques

### Universitaires
| Saison    | Équipe        | Matchs | Titul. | Min./m | % Tir | % 3pts | % LF | Rbds/m. | Pass/m. | Int/m. | Ctr/m. | Pts/m. |
| --------- | ------------- | ------ | ------ | ------ | ----- | ------ | ---- | ------- | ------- | ------ | ------ | ------ |
| 2021-2022 | Florida State | 31     | 24     | 19,0   | 41,6  | 39,3   | 44,0 | 3,23    | 0,74    | 0,42   | 1,16   | 5,87   |
| Carrière  | Carrière      | 31     | 24     | 19,0   | 41,6  | 39,3   | 44,0 | 3,23    | 0,74    | 0,42   | 1,16   | 5,87   |